# Þorlákur Ásgeirsson
Þorlákur Ásgeirsson (Thorlakur, n. 940) fue un vikingo y bóndi de Bjarnarhöfn, Snæfellsnes en Islandia. Era hijo de Ásgeir Vestarsson. Es un personaje de la saga Eyrbyggja. Se casó con Þuríður Auðunsdóttir (n. 944) y de esa relación nacieron cinco hijos, los dos mayores también personajes relevantes de la saga Eyrbyggja:
- Þórður Þorláksson (n. 964).[4]
- Þormóður Þorláksson (n. 966).[5]
- Steinþór Þorláksson.
- Bergþór Þorláksson (n. 970).
- Helga Þorláksdóttir (n. 972).

Los Þorláksson rivalizaron con los Þorbrandsson, otro clan familiar de la región, que tenía el apoyo de Snorri Goði. Los enfrentamientos llegaron a ser muy sangrientos y precisaron de la intervención de mediadores como Illugi Ásláksson y Vemundur Þorgrímsson.